# نوفو سراييفو
نوفو سراييفو (بالبوسنوية: Novo Sarajevo)‏ وتعني "سراييفو الجديدة"، هي بلدية في مدينة سراييفو عاصمة البوسنة والهرسك. في إحصاء 2013، بلغ عدد سُكان البلدية 64,814 نسمة.

## روابط خارجية
- الموقع الرسمي لبلدية نوفو سراييفو